# Hollister’s MotorCycles
Hollister’s MotorCycles ist ein Hersteller von individuell nach Kundenwunsch hergestellten Custombikes, gegründet im Jahr 1986, seit 2014 angesiedelt in Dauchingen. Die Namensgebung lehnt sich vermutlich an eines der ersten Motorradtreffen im kalifornischen Hollister an.

## Geschichte
Im Jahr 1986 nahm Hollister’s MotorCycles die Produktion von Custombikes auf. Zwei Jahre später, im Jahr 1988, eröffnete das Unternehmen einen eigenen Shop in Zimmern. 1999 wurde Hollister’s MotorCycles als erster Hersteller für Custombikes in Deutschland beim Kraftfahrtbundesamt in Flensburg eingetragen. Den internationalen Durchbruch schaffte das Unternehmen 2002 bei der Daytona Bike Week mit der Hollister’s Phantom, die von den Besuchern wie Fachleuten auf Platz eins gewählt wurde. Im Jahr darauf ging der vom Land Baden-Württemberg verliehene Designpreis Balance an Hollister´s. Im Jahr 2004 erhielt das Unternehmen für seine Individualanfertigungen den Red Dot Design Award und betätigte sich fortan auf internationaler Vertriebsebene. Seit 2008 produziert das Unternehmen auch mit europäischer Betriebserlaubnis. Bis heute fertigt Hollister’s MotorCycles Custombikes, angepasst an die individuellen Wünsche seiner Kunden. Seit 2009 stellt das Unternehmen außerdem eigene Kleinserien her.